# Silat al-Harithiya
Silat al-Harithiya (àrab: سيلة الحارثية, Sīlat al-Ḥāriṯiyya) és un municipi palestí de la governació de Jenin, a Cisjordània, al nord de la vall del Jordà, 10 kilòmetres al nord-oest de Jenin. Segons el cens de l'Oficina Central Palestina d'Estadístiques (PCBS), Silat al-Harithiya tenia 9.422 habitants en 2007.

## Història

### Època otomana
En 1799, durant l'era otomana, els homes de Silat al-Harithiya lluitaren contra les forces invasores de Napoleó Bonapart a la vall de Jezreel. En 1838 Edward Robinson va assenyalar-la entre moltes altres viles de la plana; Lajjun, Umm al-Fahm, Ti'inik, Kafr Dan, Al-Yamun i el Barid.
En 1870 Victor Guérin va assenyalar que Sileh era una vila gran de 1.000 habitants; que estava envoltada de jardins amb figueres, granades i algunes vinyes. A la vall que separa les dues àrees de les que es componia, hi havia un  oualy dedicat al xeic Hassan, amb tres palmeres davant.
En 1882 el Survey of Western Palestine del Fons per a l'Exploració de Palestina la va descriure com "un pobla de bona mida, ben construït de pedra, amb un ressort i cisternes. Hi ha premses de vi excavades a la roca a l'oest, i oliveres i figueres ".

### Període del Mandat Britànic
Palestine, inclòs Silat al-Harithiya, fou ocupada per les forces britàniques durant la Primera Guerra Mundial i tot el país fou posat sota Mandat Britànic. En el cens de Palestina de 1922 Selet al-Hartiyeh tenia 1.041 habitants, tots musulmans, incrementats en el cens de Palestina de 1931 a 1.259 habitants, encara tots ells musulmans, que vivien en 295 llars.
En 1945 la població de Silat al-Harithiya era de 1.860 habitants, tots musulmans, amb 8.931 dúnams de terra, segons una enquesta de terra i població. 2,534 dúnams eren usats per plantacions i terra de rec, 1.140 dúnams per cereals, mentre que 80 dúnams eren sòl urbanitzat i 3.179 dúnams eren classificats com a «no cultivables».

### 1948–67
Silat ad-Dhahr fou ocupada per Jordània durant la guerra araboisraeliana de 1948 i mercè els acords d'armistici araboisraelians de 1949 va restar sota sobirania jordana com la resta de Cisjordània.

### Després de 1967
Fou ocupada per Israel en 1967 després de la Guerra dels Sis Dies. L'ocupació israliana va empentar Abdullah Yusuf Azzam a deixar la seva llar a la vila, i "mai més posar els peus a Palestina". Més tard fou un dels cofundadors d'al-Qaeda.

## Personatges destacats
- Yusuf Abu Durra, líder rebel palestí durant la revolta contra els britànics de 1936[14]
- Abdullah Yusuf Azzam, teòleg musulmà sunnita i membre fundador d'al-Qaeda[2]